# Dojeviće

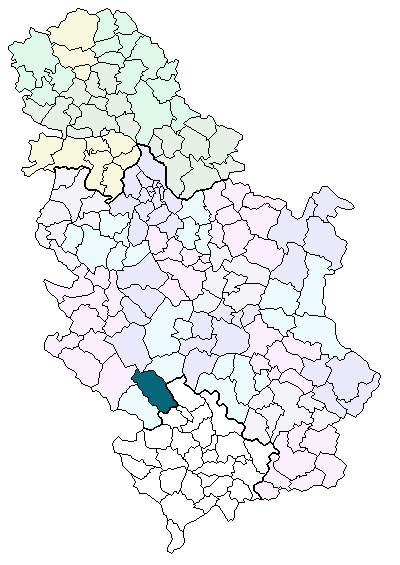
Situation de la municipalité de Novi Pazar en Serbie

Dojeviće, en serbe cyrillique Дојевиће, est un village de Serbie situé dans la municipalité de Novi Pazar, district de Raška.

Dojeviće est situé sur les bords de la Raška.